# MoonEdit
MoonEdit – nierozwijane już narzędzie umożliwiające edycję dokumentu tekstowego bądź kodu źródłowego przez wiele osób w tym samym czasie.
Został wydany na platformy Linux, Windows i FreeBSD. Chociaż koncepcja edytowania jednego dokumentu przez wiele osób w czasie rzeczywistym została już zaprezentowana już w 1968 roku, MoonEdit był jednym z pierwszych programów, które w pełni ją zaimplementowały.
14 użytkowników mogło jednocześnie edytować dokument, przy czym każdy z nich miał swoją indywidualną pozycję kursora. Aktualizacje były widoczne w czasie rzeczywistym dla pozostałych użytkowników.
Oprogramowanie wykorzystywało kod z silnika gry Kena Silvermana, o nazwie BUILD. Autor zastosował metodę przewidywania po stronie klienta w celu zredukowania efektu opóźnień.

## Historia
MoonEdit został pierwotnie napisany przez Tomasza Dobrowolskiego pod nazwą Multi-Editoro, gdy był studentem Politechniki Gdańskiej (2003 rok).
Edytor można było pobrać za darmo do użytku niekomercyjnego, zapowiadana wersja komercyjna „PRO” nigdy się nie pojawiła. Zainteresowanie mogło zostać utracone z powodu pojawienia się kilku podobnych platform do edycji w czasie rzeczywistym w Internecie, począwszy od Writely (obecnie Google Docs) w okolicach 2006 roku.
W taki sposób Ken Silverman pisał o autorze w 2003 roku: „W czerwcu 2001 roku do mojego «zespołu» jako programista dołączył Tomasz Dobrowolski. Obecnie jest studentem w Polsce i w wolnym czasie pisze kod gry do mojej wersji demonstracyjnej silnika Voxlap. To utalentowany facet i wspaniale, że pracuje ze mną nad tym projektem. Tomasz ma swoją własną stronę internetową — ma tam swoje wersje demonstracyjne i zrzuty ekranu”.

## Cechy serwera
MoonEdit wykorzystuje protokół sieciowy UDP (model TCP/IP). Użytkownicy mogli łączyć się z publicznym serwerem lub utworzyć własny serwer dedykowany.
W utworzonej sesji serwera użytkownicy mieli możliwość wyboru jednego z wielu plików, do których administrator zezwolił na edycję. Serwer umożliwiał zabezpieczenie plików za pomocą hasła.
Jeśli serwer ulegnie awarii lub zawiesi się, żadne dane nie zostaną utracone. Wszystkie zmiany dokonane przez użytkowników zapisują się na bieżąco w pliku. Oprogramowanie serwera przechowywało wszystkie uruchomione sesje w pliku dziennika. Serwery MoonEdit nasłuchiwały na domyślnym porcie 32123.

## Możliwości
MoonEdit posiadał historię edycji, a razem z nią nieskończoną historię cofania, którą można było przeglądać za pomocą suwaka czasu i przycisku cofania ostatniej zmiany. Tekst dodawany przez każdego uczestnika był podświetlany w zależności od wybranego języka składni.
Autor przewidział również opcję przybliżania dokumentu w skali, eksportu do HTML, śledzenia zmian, tworzenia wbudowanych makr, pełnej obsługi dla systemu Windows.
Chociaż oprogramowanie nie jest już rozwijane, wiele innych edytorów tekstowych przejęło jego funkcje, w tym Atom (za pomocą rozszerzenia Teletype) oraz Visual Studio Code (za pomocą rozszerzenia Live Share).